# Demänovská slatina
Demänovská slatina este o arie protejată (arie specială de conservare — SAC, sit de importanță comunitară — SCI) din Slovacia întinsă pe o suprafață de 1,67 ha, integral pe uscat.

## Localizare
Centrul sitului Demänovská slatina este situat la coordonatele 49°02′43″N 19°34′45″E / 49.045278°N 19.579167°E.

## Înființare
Situl Demänovská slatina a fost declarat sit de importanță comunitară în aprilie 2004 pentru a proteja 4 specii de animale. Situl a fost protejat și ca arie specială de conservare în martie 2004.

## Biodiversitate
Situată în ecoregiunea alpină, aria protejată conține 2 habitate naturale: Lacuri și iazuri distrofice naturale, Mlaștini alcaline.
La baza desemnării sitului se află mai multe specii protejate:
- amfibieni (2): izvoraș-cu-burta-galbenă (Bombina variegata), Triturus montandoni
- nevertebrate (2): Vertigo angustior, Vertigo geyeri

Pe lângă speciile protejate, pe teritoriul sitului au mai fost identificate 7 specii de plante, 3 specii de amfibieni, 2 specii de reptile.